# 新発田信用金庫
新発田信用金庫（しばたしんようきんこ、英語：Shibata Shinkin Bank）は、新潟県新発田市に本店を置く信用金庫である。新発田市内に5店舗、新潟市に3店舗を展開している。
2018年度決算による自己資本比率は、17.55％。

## 沿革
- 1924年（大正13年）7月8日 - 産業組合法に基づき有限責任新発田町信用組合設立。
- 1943年（昭和18年）8月18日 - 市街地信用組合法による新発田町信用組合に改組。
- 1947年（昭和22年）12月9日 - 新発田市信用組合に名称に変更。
- 1948年（昭和23年）4月30日 - 新発田信用組合に名称に変更。
- 1953年（昭和28年）6月5日 - 信用金庫法により新発田信用金庫に組織変更。
- 1964年（昭和39年）4月10日 - 葛塚支店（現豊栄支店）を開設[2]。
- 1972年（昭和47年）5月1日 - 山ノ下支店を開設[2]。
- 1980年（昭和55年）4月14日 - 駅前支店を開設[2]。
- 1984年（昭和59年）4月9日 - 紫雲寺支店を開設[2]。
- 1987年（昭和62年）11月24日 - 緑町支店を開設[3]。
- 1990年（平成2年）9月17日 - 西支店を開設[2]。
- 1994年（平成6年）9月26日 - 豊栄北支店を開設[2]。
- 1996年（平成8年）3月18日 - 加治支店を開設[4]。
- 2005年（平成17年）1月21日 - 駅前支店を本店営業部に統合[2]。